# Meia Maratona de São Paulo
A Meia Maratona de São Paulo é uma prova de atletismo (corrida de rua) realizada anualmente na cidade de São Paulo desde 2007 pela Yescom, a mais importante empresa que promove corridas de rua no Brasil.

## Vencedores

### Masculino
| Ano  | Atleta                    | País   | Tempo    | Ref   |
| ---- | ------------------------- | ------ | -------- | ----- |
| 2007 | Mathew Kiptoo Cheboi      | Quênia | 01:06:15 | [ 1 ] |
| 2008 | Kiprono Mutai             | Quênia | 01:04:02 | [ 1 ] |
| 2009 | Damião de Souza           | Brasil | 01:05:18 | [ 1 ] |
| 2010 | Giomar Pereira de Silva   | Brasil | 01:04:31 | [ 1 ] |
| 2011 | Marílson Gomes dos Santos | Brasil | 01:03:12 | [ 1 ] |
| 2012 | Joseph Aperumoi           | Quênia | 01:01:38 | [ 1 ] |
| 2013 | Giovani dos Santos        | Brasil | 01:03:37 | [ 1 ] |
| 2014 | Stanley Koech             | Quênia | 01:03:52 | [ 1 ] |
| 2015 | Solonei Rocha da Silva    | Brasil | 01:04:36 | [ 1 ] |
| 2016 | Giovani dos Santos        | Brasil | 01:06:21 | [ 1 ] |
| 2017 | Daniel Kiprotich          | Quênia | 01:04:56 | [ 1 ] |

### Feminino
| Ano  | Atleta                     | País     | Tempo    | Ref   |
| ---- | -------------------------- | -------- | -------- | ----- |
| 2007 | Ednalva Laureano           | Brasil   | 01:15:13 | [ 1 ] |
| 2008 | Eunice Kirwa               | Quênia   | 01:15:08 | [ 1 ] |
| 2009 | Angelina Mutuka            | Quênia   | 01:14:14 | [ 1 ] |
| 2010 | Rumokol Elisabeh Chepkanan | Quênia   | 01:14:35 | [ 1 ] |
| 2011 | Agnes Jepkosgei Cheserek   | Quênia   | 01:16:21 | [ 1 ] |
| 2012 | Pasalia Chepkorir          | Quênia   | 01:12:29 | [ 1 ] |
| 2013 | Sara Makera                | Tanzânia | 01:13:19 | [ 1 ] |
| 2014 | Joziane Cardoso            | Brasil   | 01:17:29 | [ 1 ] |
| 2015 | Joziane Cardoso            | Brasil   | 01:17:45 | [ 1 ] |
| 2016 | Sylvia Kibiego             | Quênia   | 01:18:03 | [ 1 ] |
| 2017 | Caroline Kimosop           | Quênia   | 01:18:29 | [ 1 ] |